# Chopper (film)
Chopper je avstralski film iz leta 2000, ki ga je napisal in režiral novozelandski filmski ustvarjalec Andrew Dominik in je temeljil na več avtobiografskih knjigah Mark Brandon »Chopper« Read. V filmu kot glavni lik igra Eric Bana, poleg njega pa se pojavijo še Vince Colosimo, Simon Lyndon, Bill Young in David Field. Zaradi velike uspešnosti je pridobil status kultnega filma.

## Igralska zasedba
- Eric Bana kot Mark Brandon »Chopper« Read
- Simon Lyndon kot Jimmy Loughnan
- David Field kot Keithy George
- Dan Wyllie kot Bluey
- Bill Young kot detektiv Downie
- Vince Colosimo kot Neville Bartos
- Kenny Graham kot Keith Read
- Kate Beahan kot Tanya
- Serge Liistro kot Sammy Turk
- Pam Western kot Tanyina mama
- Garry Waddell kot Kevin Darcy
- Brian Mannix kot Ian James
- Skye Wansey kot Mandy
- Annalise Emtsis kot Shazzy
- Johnnie Targhan kot Paul